# Synagoga Churva
Synagoga Churva (hebrejsky: בית הכנסת החורבה‎, fonetická transkripce: bejt ha-kneset ha-Churva), která se nachází v jeruzalémském Starém Městě, byla hlavní aškenázskou synagogou v Jeruzalémě od 16. do 20. století, kdy byla během izraelské války o nezávislost zdemolována jordánskými vojáky. Od roku 2005 do roku 2010 byla rekonstruována. 15. března 2010 byla synagoga otevřena a byly v ní zahájeny pravidelné bohoslužby.

## Dějiny

### Stavba (18. století)
V roce 1700 přišli z Polska rabín Jehuda he-Chasid (Segal) a jeho 300 až 1 000 studentů (číslo se liší v závislosti na zdroji), kteří zakoupili nádvoří vedle Rambanovy synagogy, která byla z muslimského popudu zavřena Osmany roku 1589. Na tomto místě pak kvůli narůstajícímu počtu Židů začali stavět synagogu.
Kvůli náhlé smrti svého rabína a následnému poklesu velikosti komunity, nebyli imigranti schopni dokončit stavbu a splácet dluhy. V roce 1721 byla nedokončená stavba a s ní 40 svitků Tóry, které se v ní nacházely, podpálena arabskými věřiteli. Od té doby se na tomto místě nacházely ruiny, která byly známy pod názvem Churvat Rav Jehuda he-Chasid (Ruina rabína Judy Chasida), zkráceně Churva („Ruina“).

### Obnova (50. léta 19. století)

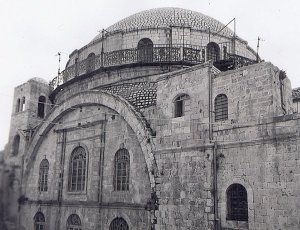
Synagoga Churva byla 25 metrů (82 stop) vysoká

Toto místo zůstalo opuštěné po dalších 140 let. V roce 1816 přišel ze Safedu do Jeruzaléma rabín Menachem Mendel ze Šklovu, který doufal, že od Osmanů získá firman, který by odpustil Aškenázům všechny dluhy, což by umožnilo opětovnou výstavbu synagogy. Byl žákem Ga'ona z Vilny a patřil k asketickým židům, známým jako perušim, kteří do Palestiny imigrovali mezi lety 1809–1812 z Litvy. Původně žili v Safedu, ale časté vypuknutí nemocí jich mnoho přinutilo přestěhovat se do Jeruzaléma.
Když dostal rabín Menachem Mendel ze Šklovu souhlas zprošťující Aškenázy od všech nezplacených dluhů, získal rovněž detailní informace o hranicích původního nádvoří, které Židé před lety zakoupili. Nicméně stále bylo nezbytné a velice obtížné získat od osmanských vůdců svolení ke stavbě synagogy, jejichž stavba byla zakázána. Když roku 1832 převzal Muhammad Alí Egyptský kontrolu nad Jeruzalémem, udělil povolení pouze k opravě již existujících synagog. Nespokojení perušim se snažili získat podporu mezi ruskými a rakousko-uherskými konzuly a nakonec díky zvučným jménům barona Salomona Mayera von Rothschilda, rabína Šlomo Zalman Cofera, kteří vyjednávali jménem perušim, začala stavba roku 1836. O rok později již existovala synagoga Menachem Cijon. Ve stejný rok však město Safed postihlo zemětřesení, které vedlo k další vlně židovských uprchlíků do Jeruzaléma, což vedlo k potřebě výstavby ještě větší synagogy.
Řešení tohoto problému opět připadlo na rabína Šlomo Zalmana Corefa. Nakonec díky snahám britského filantropa sira Mosese Montefioreho a pomoci britských konzulů v Jeruzalémě a Konstantinopoli byl nezbytný firman získán od osmanského sultána Abdülmecida I. v roce 1856.

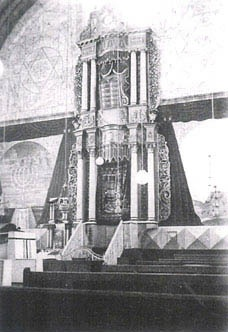
Aron ha-kodeš

Edikt byl doručen samotným Mošem Montefiorem během jeho páté cesty do Svaté země, avšak dokončení stavby se již nedožil rabín Coref, který byl zabit místními Araby. Základní kámen byl položen roku 1856 za přítomnosti vrchního rabína Šmuela Salanta, který byl nápomocný při získávání nezbytné podpory, a barona Alfonse Jamese de Rothschilda, bratra Edmonda Jamese de Rotschilda, který věnoval velkou část svého života podpoře Židů v Palestině. Synagoga byla oficiálně nazvána Bejt Ja'akov (Dům Jákobův), po jejich otci Jamesi (Jákov) de Rotschild, ačkoliv si synagoga udržela svůj název Churva. Jak pokračovala výstavba, zdroje vysychaly a nakonec stavba trvala 8 let, do roku 1864, než byla dokončena. Největší sponzorský dar od jednotlivce byl od Jechezkela Re'uvena, bohatého sefardského Žida z Bagdádu. Jeho syn Menaše a dcera Lady Sasson později ještě dále přispívali. Tyto dary od rodiny Re'uvenů nakonec pokryly více než polovinu celkových nákladů. Počin rodiny Re'uvenů byl důležitým krokem ke sjednocení sefardských a aškenázských Židů ve městě.
Jiný dárce byl král Fridrich Vilém IV. Pruský, jehož jméno bylo napsáno nad vstupními dveřmi spolu se jmény ostatních dárců. Také mimo jiné v Prusku povolil shromažďování finančních prostředků od židovských subjektů.
Když se v roce 1866 při jedné ze svých cest do Jeruzaléma vypravil Moše Montefiore, navštívil slavnou synagogu Churva a na jeden ze svitků Tóry umístil stříbrný štít (chošen). Když synagogu navštítvil znovu v roce 1875, přišel ho přivítat dav tří tisíc Židů.
Po následujících 84 let byla budova pokládána za nejkrásnější a nedůležitější synagogu v Zemi izraelské. Synagoga Churva rovněž poskytovala přístřeší části ješivy Ec chajim, největší ješivy v Jeruzalémě. Byla ohniskem židovského náboženského života ve městě a byla sídlem vrchního aškenázského rabína jak pro Palestinu tak pro Jeruzalém.
3. února 1901 se v synagoze pořádala pamětní bohoslužba za královnu Viktorii, z vděčnosti za britskou ochranu Židů v Jeruzalémě. Bohoslužba byla vedena vrchním aškenázským rabínem Šmu'elem Salantem. Podle záznamu z židovské kroniky byla budova „naplněna po její největší kapacitu a policisté museli silou zabraňovat davům, které se chtěly bohoslužby zúčastnit.“

### Demolice (1948)
V bitvě o jeruzalémské Staré Město v izraelské válce o nezávislost vytvořili bojovníci Hagany obrannou pozici uvnitř synagogy a na jejím nádvoří. Poté, co Židé odmítli nabídku kapitulace, zprostředkovanou Červeným křížem, vojáci jordánské Arabské legie vystřelili ve zdi, která obklopovala synagogu, díru. V následujících 45 minutách bojů byla synagoga obsazena. Legionáři vstoupili do synagogy a pokusili se vyšplhat na vrchol její kopule a umístit tam jordánskou vlajku. Tři z nich byli zastřeleni ostřelovači Hagany, ale čtvrtý uspěl. Synagoga Churva byla nejvyšší budovou Starého Města a tak jordánská vlajka byla jasně patrná i z Nového Města a značila triumf Legií. Dva dny po obsazení Židovské Čtvrti Legiemi vyhodili Jordánci synagogu do povětří. Jordánský velitel, který vedl tuto operaci následně řekl svým nadřízeným: Poprvé za tisíc let nezbyl v Židovské Čtvrti jediný Žid. Ani jedna budova nezůstala nedotčena. To činí židovský návrat nemožným.

### Vzpomínkový oblouk (1978)

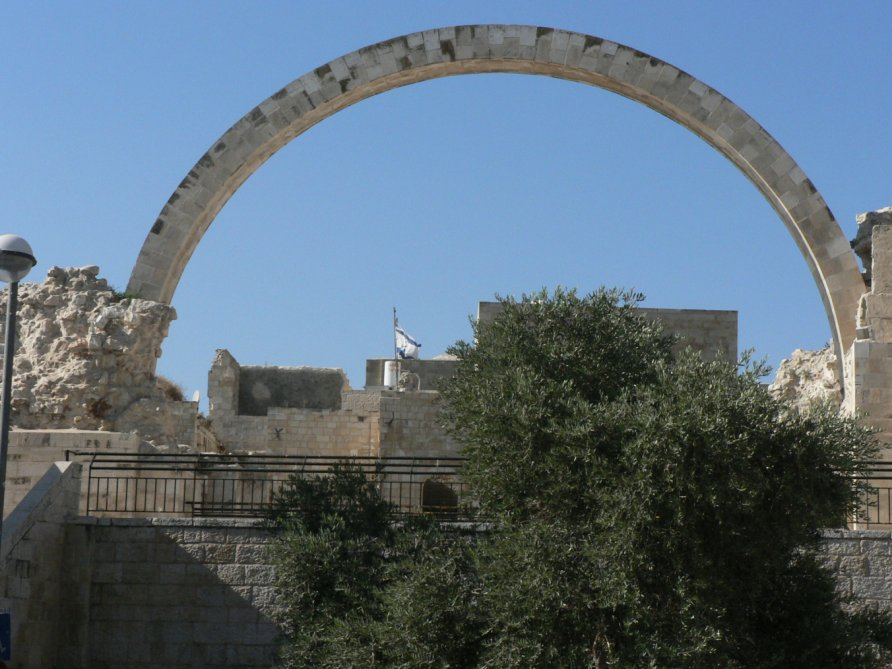
Vzpomínkový oblouk

Po šestidenní válce byly vytvořeny a předloženy návrhy pro vybudování nové synagogy na stávajícím místě. Jelikož v té době nemohlo být přijato žádné trvalé řešení, bylo přijato alespoň řešení symbolické. V roce 1978 byl znovu vztyčen jeden ze čtyř podpůrných oblouků, které byly nosnými oblouky obří kopule. Šestnáct metrů vysoký kamenný oblouk, který se klenul nad místem, kde stávala synagoga Churva, byl vztyčen dvěma architekty. Výška původní budovy včetně kopule byla oproti symbolickému oblouku dvojnásobná. Spolu se zbytky budovy a informačními tabulemi měl být oblouk upomínkou toho, co zde kdysi stálo.

### Vzpomínková známka (1998)
V roce 1998 vydal středoamerický karibský stát Antigua a Barbuda známku znázorňující synagogu Churva.

## Plány obnovy a rekonstrukce

### Kahnovy plány (1968–1973)

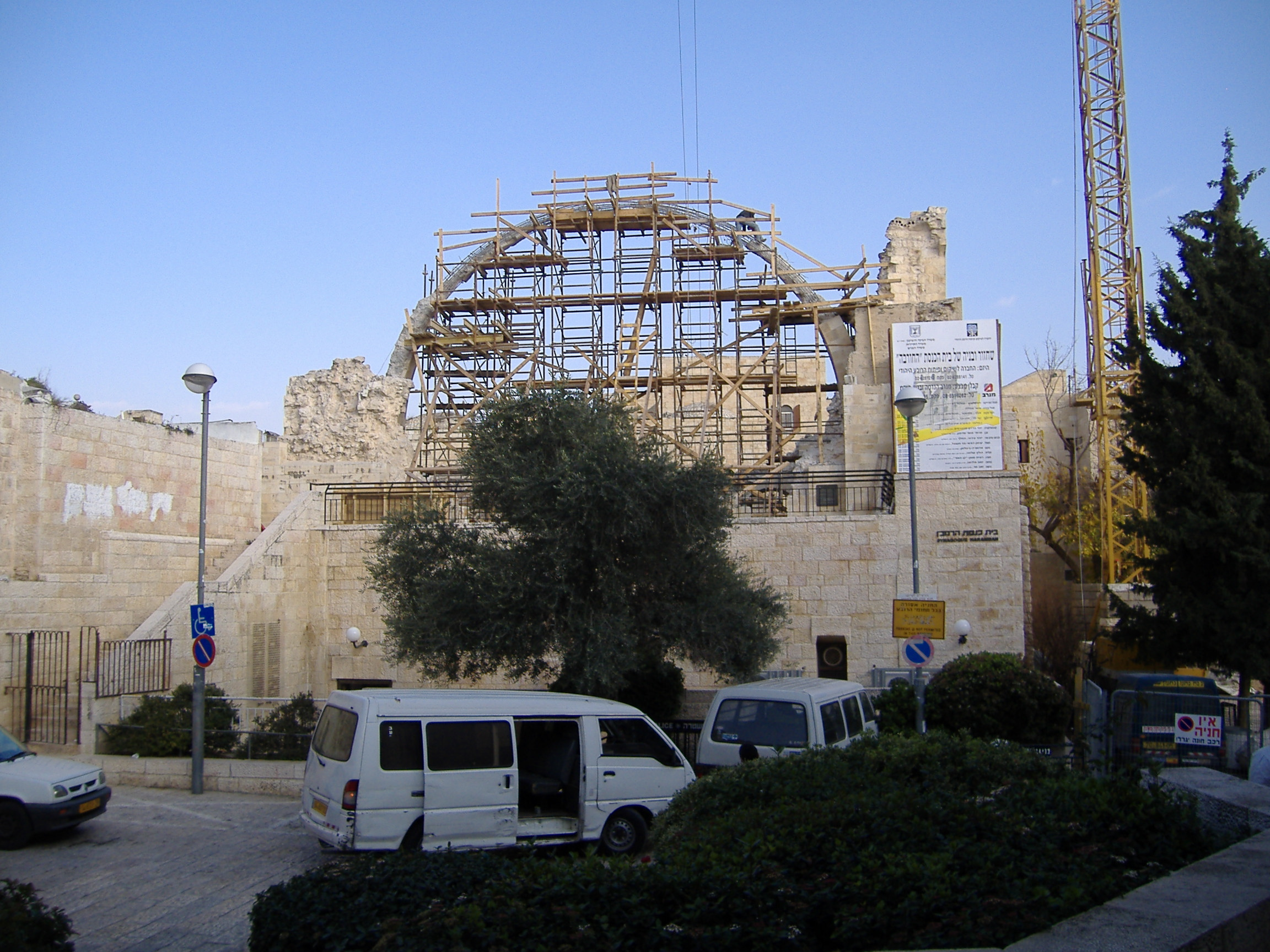
Odstranění vzpomínkového oblouku, leden 2006

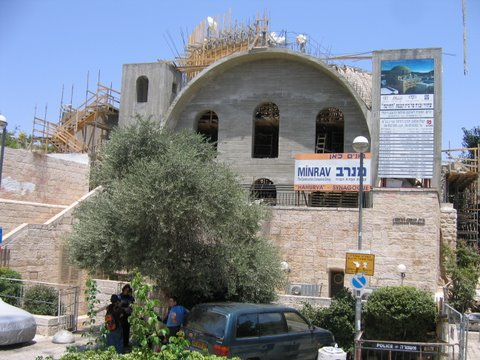
Stavební práce, červenec 2007

V rámci celkové rehabilitace Židovské Čtvrti Starého Města byly po sjednocení Jeruzaléma po šestidenní válce předneseny plány na znovuvybudování synagogy Churva. Představitelem kampaně za znovuvybudování Churvy byl prapravnuk rabína Šlomo Zalmana Cofera, Ja'akov Salomon. Zpracováním návrhu budovy byl pověřen světoznámý architekt, Louis Kahn, který byl rovněž zakládajícím členem Jeruzalémské komise. Během let 1968 až 1973 Kahn představil tři návrhy pro stavbu synagogy. Ruiny původní synagogy byly začleněny do vzpomínkové zahrady a na přilehlé parcele měla vzniknout nová stavba a promenáda „Stezka proroků,“ která měla vést k Západní zdi.
Kahn navrhl stavbu ve stavbě. Ta vnější se skládala z šestnácti pilířů, pokrytých jeruzalémským kamenem, nařezaným do bloků stejných rozměrů, jako jsou ty, ze kterých je Západní zeď. Při základech čtyř dvoupatrových, dvanáct metrů vysokých pilířů, umístil malé výklenky pro meditaci nebo individuální modlitby. Vnitřní místnost, tvořená čtyřmi obrácenými podpůrnými jehlany, měla být využívána pro každodenní bohoslužby a měla kapacitně vyhovovat většímu množství lidí při šábesu nebo svátcích. Kahnův model byl vystaven v Izraelském muzeu, ale když v roce 1974 zemřel, jeho plán byl odložen. Bývalý starosta Jeruzaléma, Teddy Kollek, napsal v roce 1968 Kahnovi, že … rozhodnutí o vašich plánech je v podstatě politické. Měli bychom mít v Židovské Čtvrti budovu velkého významu, která bude soutěžit s mešitou a bazilikou Svatého hrobu, a měli bychom obecně mít budovu, která bude svým významem soupeřit se Západní zdí?
Bostonský architekt Moše Safdie, který již v minulosti mnohokrát v Jeruzalémě stavěl a spolupracoval s Kahnem ve Filadelfii byl rovněž pro použití moderního designu při obnově synagogy: Je absurdní rekonstruovat Churvu, jako by se nic nestalo. Pokud máme touhu ji obnovit, mějme také odvahu nechat velké architekty, aby to provedli.
Během těchto sporů o moderní fasádu navrhované budovy, kterou si mnozí nedokázali spojit s Židovskou Čtvrtí a zdála se jim neestetická, se chopil iniciativy Angličan sir Charles Clore, který souhlasil s financováním projektu s tím, že by byl hotový během stanoveného časového horizontu (jeho přání bylo vidět stavbu hotovou ještě před jeho smrtí). Sir Denys Lasdun připravil plány a projektovou dokumentaci, která byla rovněž moderní, avšak více se držela originálu. Stavba nicméně narazila na odpor tehdejšího premiéra Menachema Begina, který stavbu odmítl povolit, a tak stavba nemohla začít. Čas běžel a Churva stále nebyla obnovena.

### Vykopávky (2003)

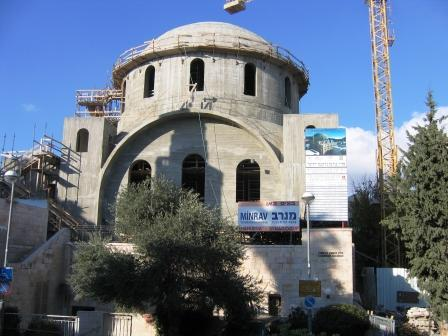
Před dokončením, prosinec 2007

Během července a srpna 2003 proběhlo archeologické odkrytí půdy v místech, kde stála synagoga Churva. Vykopávky byly provedeny Archeologickým institutem Hebrejské univerzity a Israel Exploration Society. Financovány byly společností Jewish Quarter Development Company of Jerusalem.
Před započetím výkopových prací dohlédli zaměstnanci Izraelské památkové správy na odkrytí kamenné podlahy, která byla položena po šestidenní válce v roce 1967. Na ploše 300 m² pak byl odkryt půdní pokryv do hloubky dvou metrů. Tyto výkopové práce odhalily doklad o čtyřech hlavních osidlovacích obdobích: První chrám (800–600 př. n. l.), Druhý chrám (100 n. l.), Byzantské a Osmanské.

### Zahájení obnovy (2005)
V roce 2005 konečně izraelská vláda oznámila, že bude v brzké době realizován návrh Assada Effendiho, který spočívá v designu 19. století. Vládou financovaná společnost Jewish Quarter Development Corporation, měla uvolnit 6,2 milionu $ (24 milionů šekelů), což je zhruba 85 % celkového rozpočtu stavby a zbytek měl být financován ze soukromého sektoru. Nakonec vláda zaplatí pouze 11 milionů šekelů a zbytek bude financovat ukrajinský židovský podnikatel a filantrop Vadim Rabinovič.
V roce 2005 byly zahájeny stavební práce. Obnova synagogy byla dokončena a synagoga byla otevřena 15. března 2010.